# Gola del Reno
Gola del Reno è il nome con cui viene identificato un tratto di circa 65 chilometri lungo il corso del fiume Reno, fra le città di Coblenza e Bingen am Rhein, in Germania. Nel 2002 questo luogo è stato inserito nell'elenco dei Patrimoni dell'umanità dell'UNESCO grazie alla combinazione di elementi geologici, storici, culturali e industriali.

## Geografia
Le rocce che formano questa regione si formarono nel Devoniano e sono conosciute col nome di facies del Reno. Questa è un tipo di roccia sedimentaria composta principalmente di ardesia e ricca di fossili, modellata in modo considerevole durante il Carbonifero. La gola si formò durante un innalzamento del territorio più recente rispetto a queste ere geologiche, in seguito al quale si sono formate le alte rive del fiume presenti in questa regione, che si innalzano fino a 200 metri e la più famosa delle quali è la notissima roccia della Lorelei.
La gola ha un suo particolare microclima ed è stato utilizzato come una specie di corridoio per il passaggio di alcune specie animali non osservabili in altre parti di questa regione. I pendii sono stati terrazzati già molti secoli fa per scopi agricoli, soprattutto legati alla viticoltura e soprattutto in quelle zone esposte a sud.

## Storia
Il Reno è stato una fondamentale via commerciale nell'Europa centrale fin dalla preistoria, permettendo la nascita di numerosi piccoli insediamenti lungo il suo corso. A causa delle difficoltà di ordine geografico, molti di questi insediamenti non si sono potuti sviluppare in modo considerevole, mantenendo quindi intatto il loro fascino medievale, epoca in cui vennero costruiti numerosi castelli e la regione divenne una delle più importanti del Sacro Romano Impero.
Durante la guerra dei trent'anni molti di questi castelli vennero distrutti: le loro rovine costituiscono una delle attrattive turistiche delle crociere sul fiume a partire dalla fine del XX secolo. Durante il XIX secolo questa valle divenne parte della Prussia e diventò uno dei simboli del tipico paesaggio tedesco.
La gola del Reno ha una grande importanza nel folclore tedesco; per esempio, oltre al mito legato alla Lorelei,uno dei castelli che si trovano sulle sue rive è al centro del Crepuscolo degli dei di Richard Wagner.